# Kiss FM (Rumanía)
Kiss FM es una emisora de radio Top40/Hit de Rumania, propiedad de ProSiebenSat.1 Media AG. La estación fue rebautizada de la antigua Radio Contact, después de haber sido comprada por una emisora de radio belga. El cambio de marca vino acompañado de una serie de personalidades como Şerban Huidu o Mihai Găinuşă, y la nueva radio rápidamente llegó a ser una de las emisoras más populares y exitosas de Rumanía en la que cubre las principales ciudades.
Kiss FM Rumania también tiene una sucursal en Chișinău, la capital de Moldavia, que emite una mezcla de Kiss FM en Bucarest y programas de radio locales.